# NK Kolpa
Športno Društvo NK Kolpa je  slovenski nogometni klub iz vasi Gradac, ki leži v okolici Metlike.in trenutno igra v slovenski tretji ligi vzhod. Ustanovljen je bil leta 1920 a se je konec osemdesetih skoraj razpadel in znova ustanovil pod novim imenom leta 1990.  Domači stadion kluba je Podzemelj. 

## Nekdanji igralci kluba
- Jure Petric